# Rote lieder - 4º Festival des politischen liedes
Questo disco pubblicato nel 1974 dalla Eterna/VEB Deutsche Schallplatten (etichetta della Germania Est) documenta, come indicato sulla copertina, il 4º Festival delle canzoni politiche (Festival des politischen liedes) svoltosi a Berlino Est dal 10 al 16 febbraio del 1974. Tutti i brani furono registrati dal vivo in occasione dei concerti tenutisi durante il Festival. Questo disco non è mai stato pubblicato o distribuito in Italia.

## Tracce
1. Canción del poder popular - (L.Advis - J.Rojas) - Inti-Illimani (Cile)
2. Wohin bringen sie den jungen - (D.Savopoulos) - Thermophyles (Grecia)
3. Salaspilsz - (E.Kusiner - J.Goljakow) - Iskatjeli (Unione Sovietica)
4. Alla mattina con la luna - (L.Settimelli - L.Francisci - tradizionale) - Canzoniere Internazionale e Duo di Piadena (Italia)
5. A desalambrar - (D.Viglietti) - Daniel Viglietti (Uruguay)
6. Die Ölkonzerne - (E.Burkert - tradizionale) - Oktoberklub (DDR)
7. Lied von der führenden rolle der arbeiterklasse gegenüber dem adel - (R.Andert - tradizionale) - Reinhold Andert (DDR)
8. The winds are singing freedom - (T.Makem) - The Sands family (Irlanda)
9. Afrika - (tradizionale) - Miriam Makeba (Sudafrica)
10. Por todo Chile - (D.Viglietti) - Isabel Parra e Patricio Castillo (Cile)
11. Ruce - (J.V.Renc) - Menši bratri (Cecoslovacchia)
12. Vamos ahora - (G.Vandré) - Quinteto tiempo (Argentina)